# Johann Hilchen von Lorch

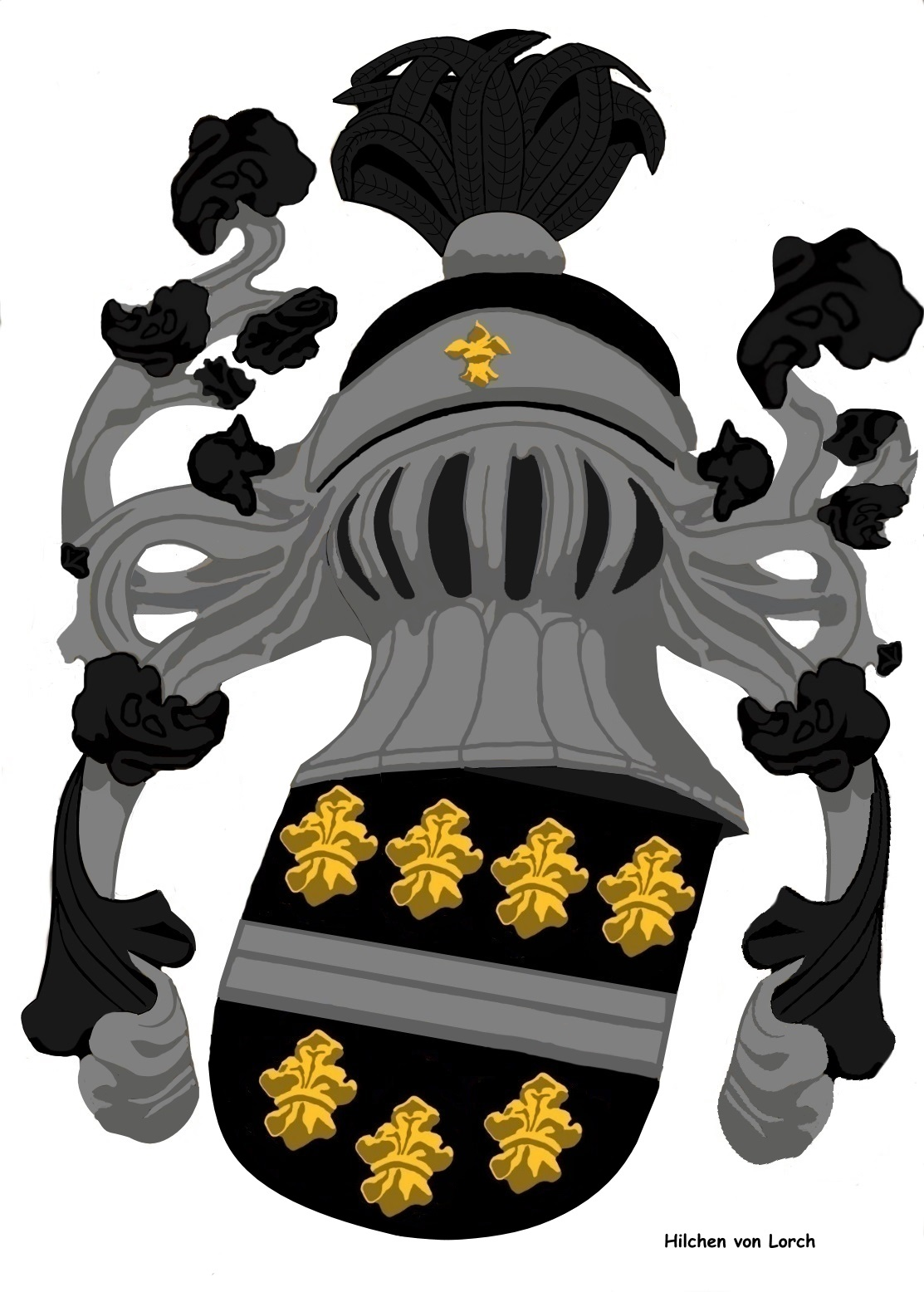
Wappen der Hilchen von Lorch

Johann (III.) Hilchen von Lorch (* 1484; † 15. April 1548 in Lorch) war ein Ritter und kaiserlicher Feldmarschall.

## Familie Hilchen von Lorch

### Wappen
Blasonierung: „In Schwarz ein silberner Balken (Doppelbändel), oben begleitet von vier (bzw. drei), unten von drei goldenen Lilien. Auf dem silbernen Spangenhelm mit schwarz-silbernen Decken ein schwarzer Hut mit silbernem Stulp, dieser belegt mit einer goldenen Lilie, darauf eine silberne, mit schwarzen Hahnenfedern besteckte Kugel.“

### Familiengeschichte
Die Familie Hilchen von Lorch hatten ihren Stammsitz in Lorch. In einer Urkunde wird 1316 der Lorcher Schultheiß Herman Helkin (Hilchen) als Zeuge erwähnt, was die früheste urkundliche Erwähnung darstellt. Die Hilchen hatten in ihrer Blütezeit im 15. und 16. Jahrhundert Besitz in Kirchheimbolanden, Utzenhain, Patersberg, St. Goarshausen und Urbar. Sie besaßen unter anderem Lehen von den Erzbischöfen von Trier und Mainz sowie von den Grafen von Nassau, Katzenelnbogen und Grenzau.
In dieser Zeit war die Familie bereits in mehrere Linien verzweigt. Eine dieser Linien endete, als Johann Hilchen von Lorch 1548 starb, eine weitere am 2. Februar 1606 mit dem Tod des Johann Adam Hilchen von Lorch. Endgültig erlosch der Name am 14. Februar 1722, mit dem Tode des hochbetagten und ledigen kurtrierschen Obersten Philipp Ludwig Hilchen von Lorch zu Dernbach, dem ehemaligen Bürgermeister von Koblenz und Kommandanten der Festung Ehrenbreitstein. Er starb in Dernbach und wurde in der Pfarrkirche zu Montabaur beigesetzt. Als Zeichen für das Erlöschen des Namens Hilchen von Lorch wurden bei der Begräbnisfeier die Wappensteine der Familie umgestürzt.
Allerdings soll es einen männlichen Nachfahren des Philipp (V.) Hilchen von Lorch († 1581) und der Ursula von Wallbrunn gegeben haben, der nicht standesgemäß verheiratet war. Er und seine Nachkommen nannten sich nur noch Hilchen. Ein berühmter Nachfahre soll Friedrich Sigismund Waitz von Eschen genannt Hilchen gewesen sein.

## Leben

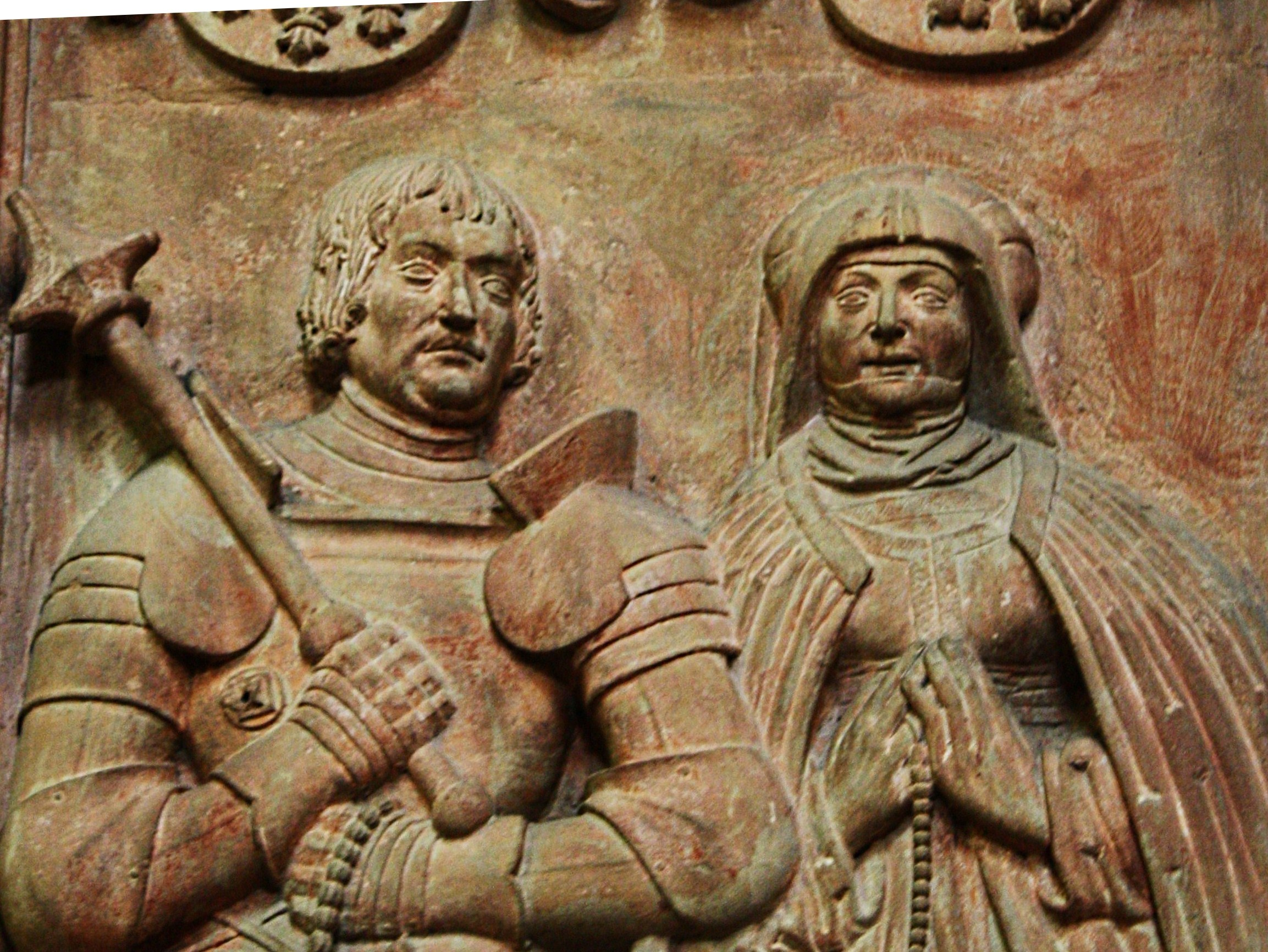
Epitaph Johann II. Hilchen von Lorch und seiner Ehefrau Elsgin von Walderdorff in der Pfarrkirche St. Martin (Lorch), die Eltern des Ritters und kaiserlichen Feldmarschalls Johann III. Hilchen von Lorch

Johann (III.) Hilchen von Lorch wurde als Sohn des Lorcher Schultheißen, Ritter Johann (II.) Hilchen von Lorch und seiner Ehefrau Elsgin von Walderdorff geboren. Sein Onkel Philipp Hilchen von Lorch war der letzte Prior des säkularisierten Kloster Bleidenstadt und der erste Dechant des daraus gebildeten Ritterstift St. Ferrutius. Seine Tante Margarethe Hilchen von Lorch war Äbtissin des Klosters Mariacron bei Oppenheim. Johann Hilchen hatte eine Schwester, die Margarethe hieß. Sie trat zur Tante ins Kloster ein und wurde nach deren Tod (ca. 1518) ebenfalls Äbtissin im Kloster Mariacron.
Johann (III.) Hilchen von Lorch heiratete am 25. November 1507 Dorothea, die Tochter des Ritters Melchior von Rüdesheim. Sie stammte ebenso aus einer reichen und begüterten Familie.
Sie nahmen ihren Wohnsitz auf Burg Martinstein, die zu den Lehnsgütern des Brautvaters gehörte. Zwischen Mitte Juli und Anfang August 1512 starben innerhalb von nur drei Wochen zunächst Johanns Ehefrau, dann seine Mutter und sein Vater. Über die Todesursache ist nichts bekannt; wahrscheinlich fielen sie einer Epidemie zum Opfer. 
Dorothea hinterließ Johann die gemeinsame Tochter namens Maria. Johanns einziges Kind heiratete 1529 Adam III., Vogt von Hunolstein und ältester Sohn von Adam II. Vogt von Hunolstein und Elisabeth von Ratsamhausen. Adam III. starb bereits 1540, er wurde auf Schloss Oberhomburg scheinbar vergiftet. Maria starb am 5. Oktober 1561 und wurde neben ihrem Mann in der Gruft der evangelischen Kirche in Merxheim beigesetzt. Hier an ihrem Witwensitz hatte sie die Reformation eingeführt.

### Fehde mit dem Wild- und Rheingrafen
1510 hatte Johann Hilchen von Lorch eine Fehde mit dem Wild- und Rheingrafen Philipp von Dhaun (* 1492, † 1521). Wegen Grenzstreitigkeiten der Dörfer Simmern unter Dhaun (wild-/rheingräflicher Besitz) und Horbach (das wie Martinstein seinem Schwiegervater gehörte), tötete Johann Hilchen von Lorch in der Kirche von Simmern unter Dhaun den Schultheiß und schoss zwei Pfeile auf den Priester ab. Der Rheingraf besetzte zur Vergeltung einen Teil von Horbach und Weitersborn. Johann Hilchen von Lorch, der 1509 als Gemeiner der Burg Steinkallenfels aufgenommen worden war, brannte darauf mit seinen Steinkallenfelser Freunden einige Dörfer des Rheingrafen nieder und tötete oder verschleppte deren Bewohner.
Auf Klage des Rheingrafen verhängte der Kaiser über Johann Hilchen von Lorch wegen Landfriedensbruch die Reichsacht. Er musste fliehen und zog nach Bingen am Rhein, das ihm Schutz gewährte. Zwar konnte 1511 durch die Bemühungen der Gemeiner von Kallenfels die Fehde vorläufig beigelegt werden, die endgültige Aussöhnung erfolgte jedoch erst 1515 mit der Aufhebung der Reichsacht. Die mutwillige Fehde hatte Johann Hilchen von Lorch nur Kosten, Sorgen und Gefahren gebracht.

### Die Zeit mit Reichsritter Franz von Sickingen
1518 unterstützte Johann Hilchen von Lorch seinen Freund, den Reichsritter Franz von Sickingen, in der Fehde gegen den Landgraf von Hessen Philipp I. Auf der Seite Sickingens kämpfte unter anderen auch der berühmte Götz von Berlichingen. Zwölf Dörfer wurden niedergebrannt, Zwingenberg und Umstadt gebrandschatzt. Johann Hilchen von Lorch soll sich hierbei mit seinen Mannen besonders hervorgetan haben. Im sogenannten pfälzischen Ritterkrieg gegen Richard von Greiffenklau zu Vollrads, Kurfürst von Trier, schloss sich Johann Hilchen von Lorch 1522 erneut Franz von Sickingen an, den er wahrscheinlich schon im Krieg gegen Frankreich 1521 begleitet hatte. Die Belagerung Triers misslang. Die Streitmacht der Verbündeten von Kurtrier, zu denen unter Anderen der Kurpfälzer Ludwig der Friedfertige und der Landgraf von Hessen Philipp der Großmütige gehörte, holten im Frühjahr 1523 zum Gegenschlag aus und besiegten die Sickingische Streitmacht. Franz von Sickingen und seine Vasallen, über die die Reichsacht erhoben wurde, zogen sich nach Landstuhl auf die Burg Nanstein zurück. Sickingen fiel am 7. Mai 1523 bei der Eroberung der Burg. Johann Hilchen von Lorch wurde gefangen genommen und in Germersheim inhaftiert. Man wollte sein Eigentum einziehen, aber durch einen klugen Schachzug hatte er rechtzeitig seinen Besitz auf seine Tochter umschreiben lassen. 1525 wurde Johann Hilchen von Lorch aus der Haft entlassen und kehrte zu „seinen Besitzungen“ nach Lorch zurück. Schlechter erging es den Erben des Franz von Sickingen, die zunächst sämtliche Güter verloren und erst 20 Jahre später zurückerhielten, als Johann Hilchen von Lorch zum kaiserlichen Feldmarschall aufgestiegen war und sich mit aller Kraft dafür einsetzte.

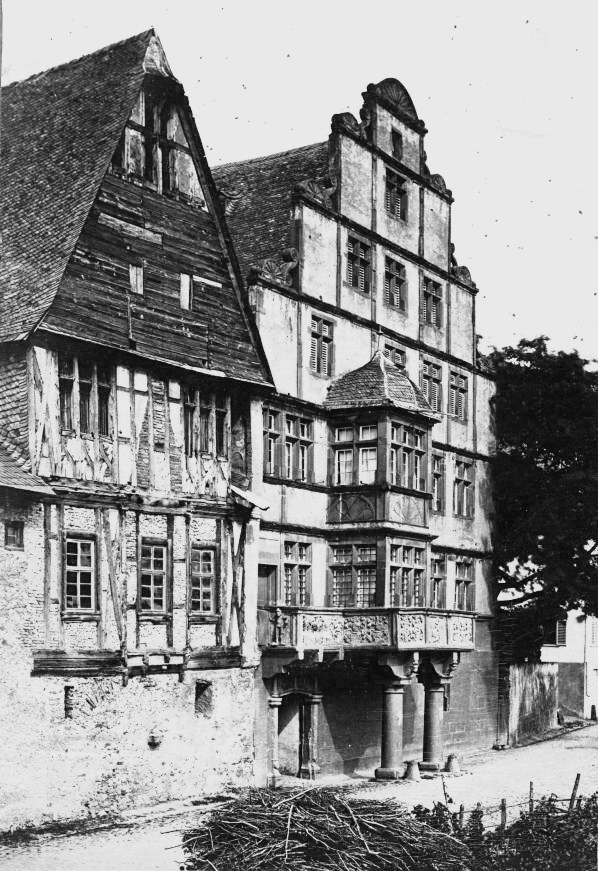
Links das 1885 niedergelegte Stammhaus der Hilchen v. Lorch, rechts daneben, das neue Haus von Johann Hilchen, dessen Fertigstellung er nicht mehr erlebte.

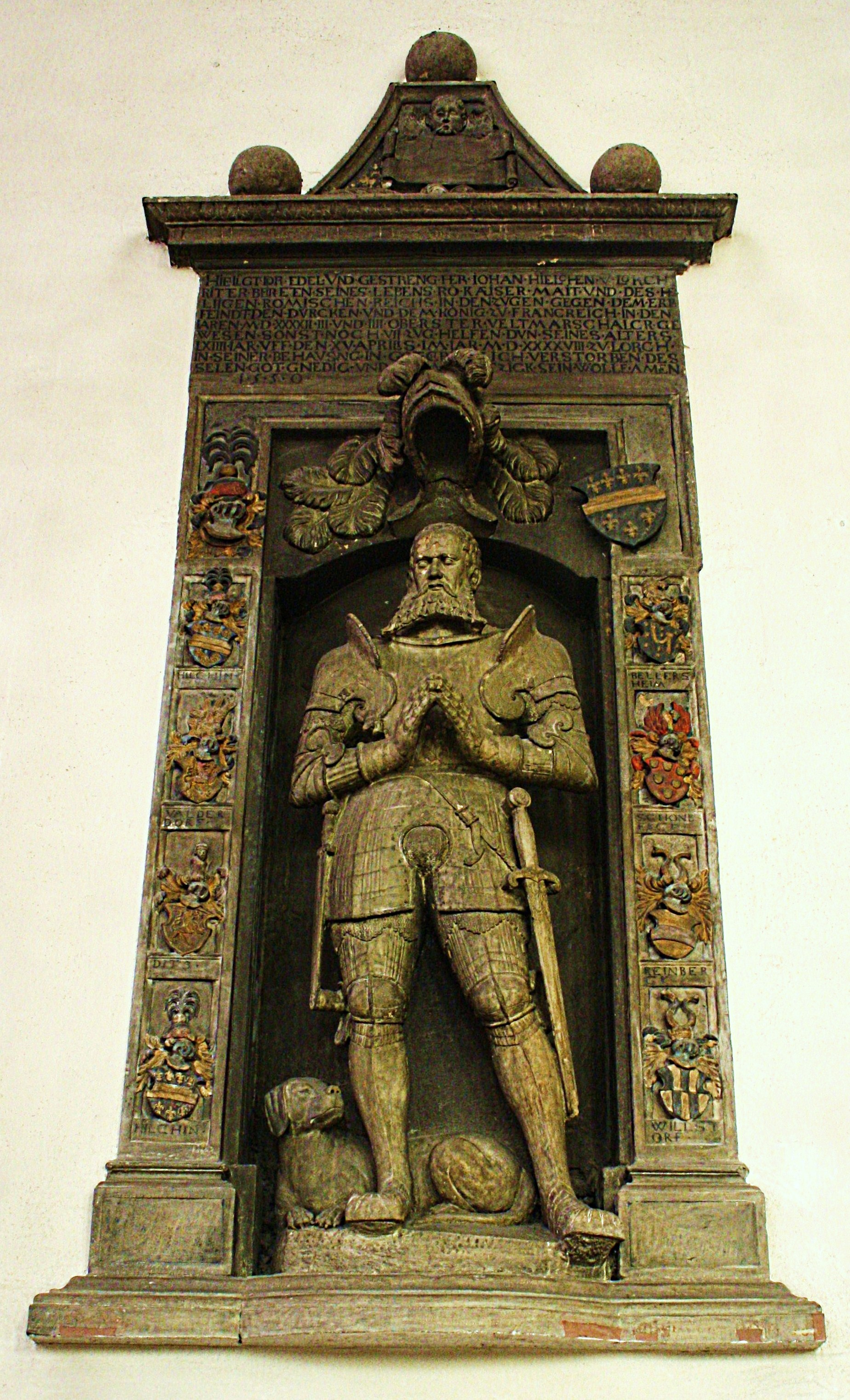
Epitaph des Feldmarschalls Johann (III.) Hilchen von Lorch in der Pfarrkirche St. Martin in Lorch

### Sein Aufstieg
Der unglückliche Ausgang der Trierer Fehde bewirkte wohl ein Umdenken bei Hilchen. Ab 1527 stand er hauptsächlich in Diensten des Kaisers Karl V. (HRR) und des Reiches. Johann Hilchen von Lorch gehörte zum Gefolge des Erzherzogs Ferdinand, dem späteren Kaiser Ferdinand I. (HRR), beim Feldzug gegen den ungarischen König Johann Zápolya. Nach errungenem Sieg gehörte Johann Hilchen von Lorch zu den ausgewählten Rittern, die den feierlichen Einzug in Stuhlweißenburg mitmachen durften, dort wurde Ferdinand zum ungarischen König gekrönt. 1529 beschaffte Johann Hilchen von Lorch dem Kaiser 400 Reisige für den Krieg gegen die Türken und nahm als Oberstwachtmeister an dem Feldzug teil. 1533 trat Johann Hilchen von Lorch in den Dienst des Grafen von Nassau-Dillenburg (Wilhelm der Reiche) und wurde vom Kurfürsten der Pfalz zum Rat ernannt. Im Türkenkrieg 1542 wurde Johann Hilchen von Lorch der Nachfolger des glücklosen Kurfürsten Joachim II. Hektor von Brandenburg und führte als oberster Feldmarschall das Reichsheer. Am 7. August 1543 während des Krieges gegen Frankreich besichtigte Kaiser Karl V. (HRR) in Bonn sein 35000 Mann starkes Heer. Hier überreichte er Johann Hilchen von Lorch als dem „obersten Feldmarschall im Krieg gegen Frankreich“, die Reichsrennfahne.

### Lebensende
1546 ließ Johann Hilchen von Lorch sich in Lorch ein repräsentatives Wohnhaus errichten, das Hilchenhaus, dessen Fertigstellung er aber nicht mehr erlebte. Das Gebäude gilt heute als bedeutendster Renaissance-Bau im Weltkulturerbe Oberes Mittelrheintal. Im Gefolge des Grafen Wilhelm „des Reichen“ von Nassau-Dillenburg nahm Johann Hilchen von Lorch noch am Reichstag in Augsburg teil, kam aber von Krankheit gezeichnet zurück und starb am 15. April 1548 in Lorch.

#### Inschrift auf dem Epitaph Johann Hilchens von Lorch (Pfarrkirche Lorch)
HIE LIGT DER EDEL UND GESTRENG HER JOHAN HIELCHEN VON LORCH/
RITTER BEI RETEN (ZEITEN) SEINES LEBENS RÖ(MISCH)KAISER(LICHER) MAJ(ESTÄ)T UND DES HEI/LIGEN RÖMISCHEN REICHS IN DEN ZÜGEN GEGEN DEN ERB/FEINDT DEN DÜRCKEN UND DEM KÖNIG ZU FRANCREICH IN DEN JAHREN MDXXXXII UND IIII OBERSTER VELTMARSCHALCK GE/WESEN SONST NOCH VII ZUG HELFEN DUN SEINES ALTERS LXIIII JAR UFF DEN XV APRILIS IM JAR MDXXXXVIII  ZU LORCH IN SEINER BEHAUSUNG IN GOTT CHRISTLICH VERSTROBEN DES SELEN GOT GNEDIG UND BARMHERZIGK SEIN WOLLE AMEN 1550
(Hier liegt der edle und gestrenge Herr Johann Hilchen. Zu Lebzeiten Ritter der römisch kaiserlichen Majestät und des heiligen römischen Reiches. Teilgenommen an den Kriegszügen gegen die türkischen Erbfeinde und den König von Frankreich. In den Jahren 1542 bis 1544 war er oberster Feldmarschall. Außerdem kämpfte er in 7 weiteren Feldzügen. Mit 63 Jahren ist er, am 15. April 1548, zu Hause in Lorch, in christlichen Glauben an Gott verstorben. Seiner Seele möge Gott gnädig und barmherzig sein. Amen 1550)
Die in der Inschrift des Ephitaphs erwähnten Feldzüge Hilchens in chronologischer Reihenfolge:
- 1518 Die hessische Fehde. Hilchen unterstützt Franz v. Sickingen gegen den Landgraf Philipp I. von Hessen
- 1522  Die sickingische Fehde – als Ritterkrieg bekannt. Hier kämpft Hilchen wieder an der Seite Sickingens
- 1527 ungarischer Krönungs Feldzug Hilchen auf der Seite des späteren römisch-deutschen Königs  und Kaisers Ferdinand I.
- 1529 Türkenbelagerung Wiens Hilchen für das Reich und Kaiser Karl V.
- 1532 Türkenkrieg Hilchen für das Reich und Kaiser Karl V.
- 1534 württembergische Feldzug Hilchen auf der Seite des unterlegenen Ferdinand I.
- 1542 Türkenkrieg Hilchen für das Reich und Kaiser Karl V.
- 1543 französischer Krieg  Hilchen für das Reich und Kaiser Karl V. gegen Franz I.
- 1544 Vierter französischer Krieg  Hilchen für das Reich und Kaiser Karl V. gegen Franz I.
- 1546/47 Schmalkaldischer Krieg Hilchen kämpft auch hier auf Seiten des Kaisers.